# Calixthe Beyala
Calixthe Beyala (Douala, 26 ottobre 1961) è una scrittrice camerunese, che scrive in lingua francese.

## Biografia
Nata in una famiglia povera a Douala, Camerun, viene cresciuta dalla sorella maggiore che la spinge a frequentare la scuola. All'età di 17 anni si trasferisce in Francia per sposarsi e ottiene il baccalauréat in lettere. Ha due figli.
All'età di 23 anni scrive il suo primo libro, C'est le soleil qui m'a brûlé. Nel corso della sua carriera ottiene diversi premi e riconoscimenti, ma riceve anche critiche per plagio. Nel 1996 viene infatti dichiarata colpevole da un tribunale per aver copiato parte di un romanzo di Howard Buten nel suo libro Le Petit Prince de Bellevill. Nel libro Assèze l'Africaine ci sono inoltre passaggi copiati dal libro White spirit di Paule Constant, la quale però non intenta causa per non pubblicizzare Beyala .
Il suo libro Come cucinarsi il marito all'africana pubblicato in italiano da Epoché Edizioni vende 4000 copie.
Beyala è membro del Coordinamento internazionale per il Decennio francese che promuove il Decennio internazionale di promozione di una cultura della nonviolenza e della pace a profitto dei bambini del mondo.

## Opere
- C'est le soleil qui m'a brûlée (1987)
  - Ed. italiana A bruciarmi è stato il sole (Epoché, 2005)[8]
- Tu t'appelleras Tanga (1988)
- Seul le Diable le savait (1990)
- La négresse rousse (1991)
- Le petit prince de Bellevile (1992)
- Maman a un amant (1993), Grand Prize of Literature of Black Africa
- Asséze l'Africaine (1994), Prix François-Mauriac dell'Académie française
- Lettre d'une africaine à ses sœurs occidentales (1995)
- Les Honneurs perdus, Grand Prize for Novel of the Académie française
  - Ed. italiana Gli onori perduti (Epoché, 2003)[9]
- La petite fille du réverbère (1997), Grand Prize of Unicef
- Amours sauvages (1999)
- Lettre d'une Afro-française à ses compatriotes (2000)
- Comment cuisiner son mari à l'africaine (2002)
  - Ed. italiana Come cucinarsi il marito all'africana (Epoché, 2010)[8]
- Les arbres en parlent encore… (2002)
  - Ed. italiana Gli alberi ne parlano ancora (Epoché, 2007)https://web.archive.org/web/20190906021925/https://www.ibs.it/libri/autori/Calixthe%2520Beyala
- Femme nue, femme noire (2003)
- La plantation (2005)
  - Ed. italiana La Piantagione (Epoché, 2008)